# Gnosippus anatolicus
Gnosippus anatolicus är en spindeldjursart som beskrevs av Roewer 1961. Gnosippus anatolicus ingår i släktet Gnosippus och familjen Daesiidae. Inga underarter finns listade i Catalogue of Life.